# واخشتدت
واخشتدت (به آلمانی: Wachstedt) یک شهر در آلمان است که در آیشسفلد واقع شده‌است. واخشتدت ۵۷۱ نفر جمعیت دارد.